# アンジオテンシン変換酵素2
アンジオテンシン変換酵素2（アンジオテンシンへんかんこうそ2、英語: Angiotensin-converting enzyme 2 : ACE2）は、レニン・アンジオテンシン・アルドステロン系に属する酵素で、アンジオテンシン変換酵素（ACE）の相同体である。

## 総説
ACE2はACEと構造が類似しているものの別物であり、ACE2は主にアンジオテンシンIIからアンジオテンシン-(1-7)への変換を行って血圧上昇のレニン・アンジオテンシン・アルドステロン系を抑制する。ACE2には敗血症などによる肺損傷からの保護作用がある。またACE2は小腸上皮においてB0AT1と結合し、トリプトファンを吸収する中性アミノ酸輸送体として動作し、これによって抗菌ペプチドが発現されると見られている。ACE2ノックアウトマウスは腸炎を引き起こすが、トリプトファンまたはニコチンアミドの摂取によってこの腸炎を軽減できる。
またACE2で生成されるアンジオテンシン-(1-7)は心筋梗塞モデルラットでの実験において心臓の保護作用があることが確認されている。ただしアンジオテンシン-(1-7)の投与は左室収縮能が悪化していた (なお左室機能低下の急性冠症候群 (ACS)にはアンジオテンシン変換酵素阻害薬（ACE阻害薬）やアンジオテンシンII受容体拮抗薬 (ARB)が有効とされる)。
ACE2は十二指腸、小腸、胆嚢、腎臓、精巣に高く発現しており、副腎、結腸、直腸、精嚢に低く発現している。
ACE2はアンジオテンシン変換酵素阻害薬（ACE阻害薬）によって抑制されない。ACE2活性化剤としてはオルメサルタンが存在する。

## コロナウイルスの宿主細胞受容体としての働き
肺炎などを引き起こすSARSコロナウイルスおよび2019新型コロナウイルスはACE2を宿主細胞受容体として利用する。増殖したSARSコロナウイルスはACE2の発現を低下させ、急性肺不全など重大な症状を引き起こす。そのためSARSに対するリコンビナント(組み換え)ACE2の投与がマウスにおいて研究されており、また発見された大量生産しやすいバクテリア由来ACE2様酵素も症状への効果が期待されている。

## ACE/ACE2発現に影響するもの
煙草のニコチンは短期的にはACEの発現か活性を増加させ、一方でACE2の発現か活性を減少させ、血圧を上昇させる。しかし、喫煙者及び元喫煙者はACE2の発現が増えているとする査読前論文が存在する。また、喫煙者及び元喫煙者は上腕収縮期血圧が普通なものの、中心収縮期血圧が高いとの報告もある。